# Гек, Фридольф Кириллович
Фридольф Кириллович Гек (швед. Fridolf Fabian Höök; 30 декабря 1836 (11 января 1837) — 4 (17) июля 1904) — мореплаватель, китобой и исследователь Дальнего Востока.
Гек выполнил съёмку бухт некартографированных участков побережий Чукотки, Камчатки и Японского моря. Им было открыто несколько новых бухт, составлены карты с промерами глубин устьевых участков рек, глазомерные планы многих якорных стоянок. Нынешнее поколение дальневосточных моряков до сих пор пользуется навигационными картами, на которых в примечаниях указано: «По глазомерной съёмке шкипера Гека».

## Биография
Фридольф Кириллович родился на юге Финляндии в семье обедневших дворян 30 декабря 1836 года (11 января 1837) в Финляндии, в Экенесе. В 11 лет убежал из дома и поступил юнгой на бриг «Ольга».
В 1855 году в порту Або (ныне Турку) сдал вступительный экзамен в мореходную школу, а 6 мая 1856 года успешно сдал экзамен на штурмана, но ему недоставало плавательного ценза (42 месяца). В августе 1857 года Гек был зачислен гарпунёром на китобой «Граф Берг» финско-русской китобойной компании и несколько лет бороздил воды Тихого океана. В 1863 году окончил мореходную школу и получил диплом капитана.
20 мая 1869 года бриг «Император Александр II» под командованием Гека вошёл в залив Находка и высадил финских переселенцев. Фридольф Гек первым из россиян организовал китобойный промысел в Приморье, помимо этого он занимался транспортными перевозками и рыболовством.
В 1870 годах Фридольф Гек поселился на острове Аскольд, где подружился с исследователем Приморья и управляющим золотым рудником на острове М. И. Янковским. На острове обустроил ферму, и возил на продажу во Владивосток на собственной небольшой шхуне хлеб, овощи и молоко.
В июне 1879 года жена Фридольфа Кирилловича была жестоко убита хунхузами, как и другие работники фермы, а сын пропал без вести. Вот как это описывалось в газете «Голос» от 4 февраля 1880 года

«в задней комнате женщина найдена повешенною со связанными руками; оба конюха и один работник с разрубленными черепами свалены в кучу, семилетний сын повешенной женщины пропал без вести. Судя по степени гнилости трупов и другим данным, надо предположить, что нападение совершено в первую ночь после вторичного отплытия Гека на шхуне с двумя рабочими; очевидно, хунхузы, скрываясь вблизи, следили за жертвами и выбрали время. Грабители удалились на шлюпках Гека, куда сложили и награбленное имущество.»
Дальнейшие попытки найти своего похищенного сына не принесли результата. После трагедии О. В. Линдгольм предложил Фридольфу Геку взять под командование парусную китобойно-коммерческую шхуну «Сибирь».

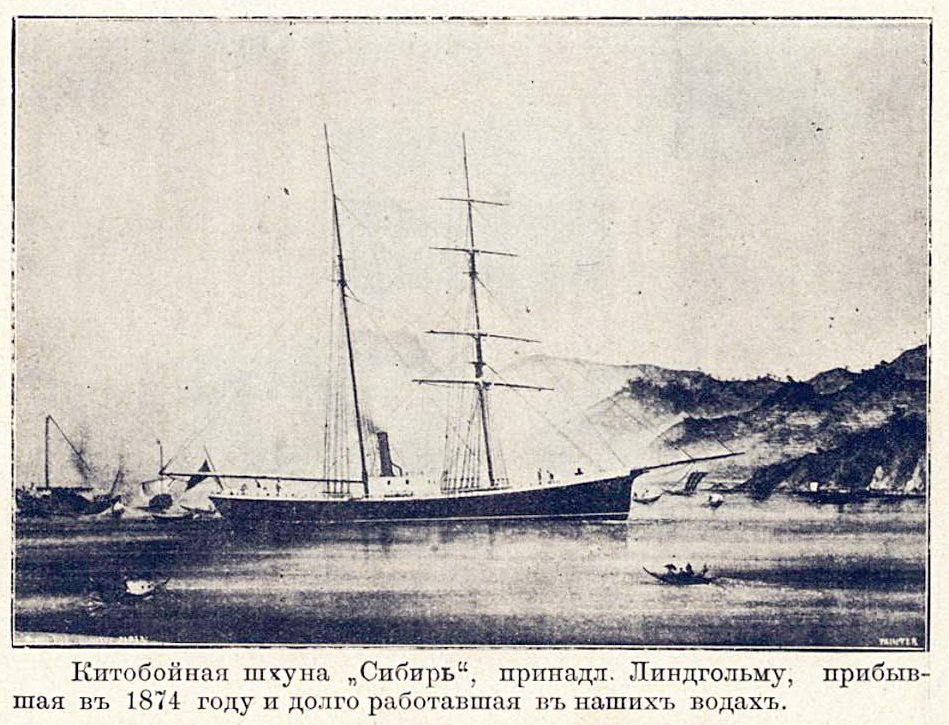
Китобойная шхуна «Сибирь», на которой было совершено множество географических открытий

В 1884 году Фридольф Гек взял в жёны уссурийскую казачку с двумя дочерьми. С этого же года являлся членом Общества изучения Амурского края во Владивостоке.
7 мая 1885 года на шхуне «Сибирь» отправился с товарами для торговли на Чукотку. На шхуне также был отправлен штабс-капитан А. А. Ресин для ознакомления с северо-восточными территориями, с положением дел аборигенов и организации торговых отношений. Также Фридольф Гек провёл исследования побережья Чукотки для гидрографического отдела. В это плавание были глазомерно сняты и описаны многочисленные бухты Чукотки до мыса Сердце-Камень при помощи октана из чёрного дерева и лимба из слоновой кости, купленные ещё в 1860-х годах в Англии. В своих записках А. А. Ресин отзывался о Геке так: «Правда, нелегка служба его была до сих пор. Держась все время у самых берегов, нужно было постоянно следить, за движением шхуны, постоянно командуя то вправо, то влево, то „так держать“ и при том то по-русски, то по-английски, смотря по тому, русский или иностранец стоит на руле, и в то же время торговаться с чукчами, которые толпою окружали его, оценивать их товары, отсчитывать или отмерять свои и всякую купленную мелочь, записывать в памятную книжку для отчета владельцу шхуны».

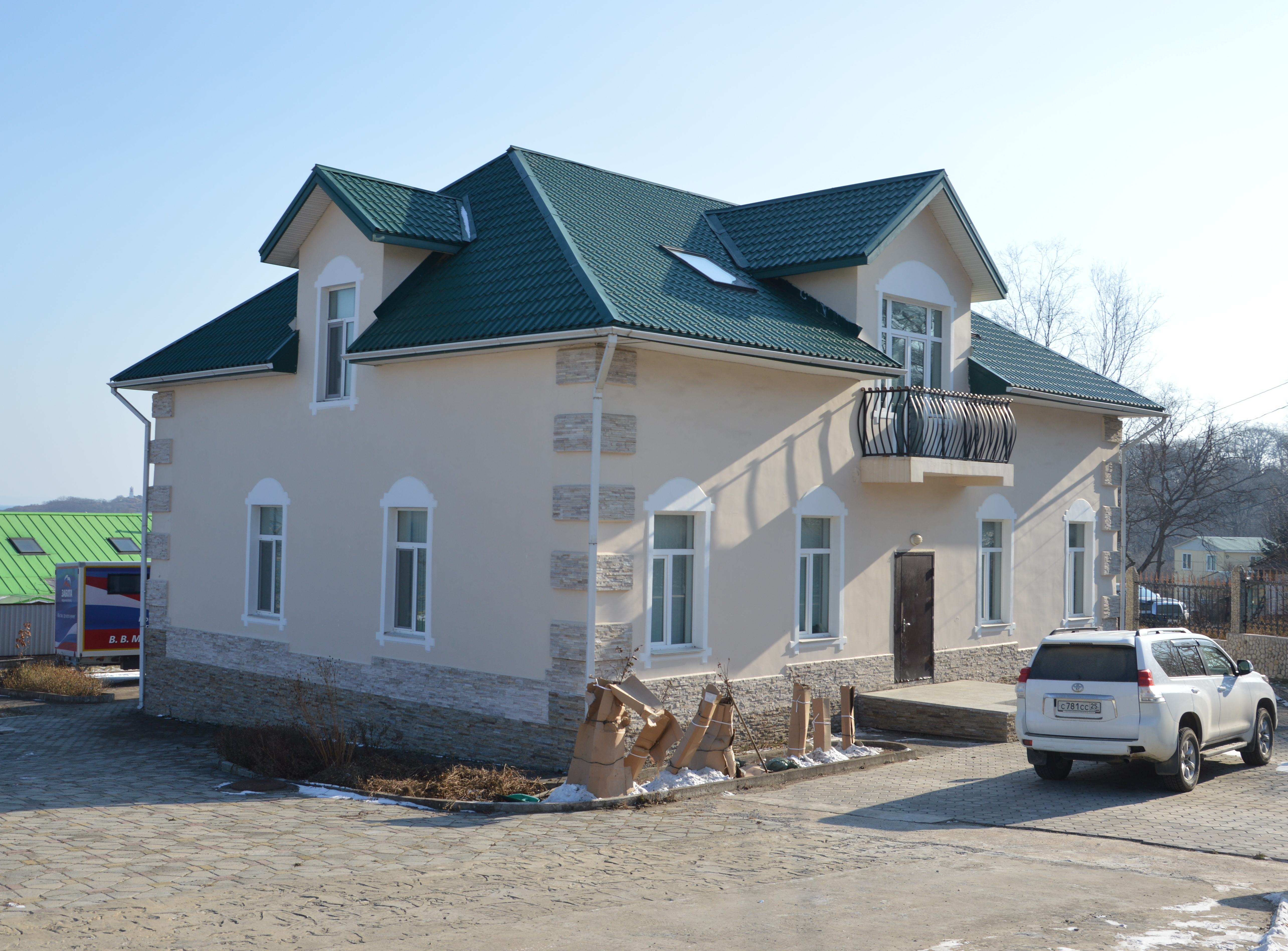
Музей шкипера Гека, семей Бриннеров и Янковских, построенный правнуком Гека в поселке Безверхово (Сидими) на месте бывшей усадьбы шкипера

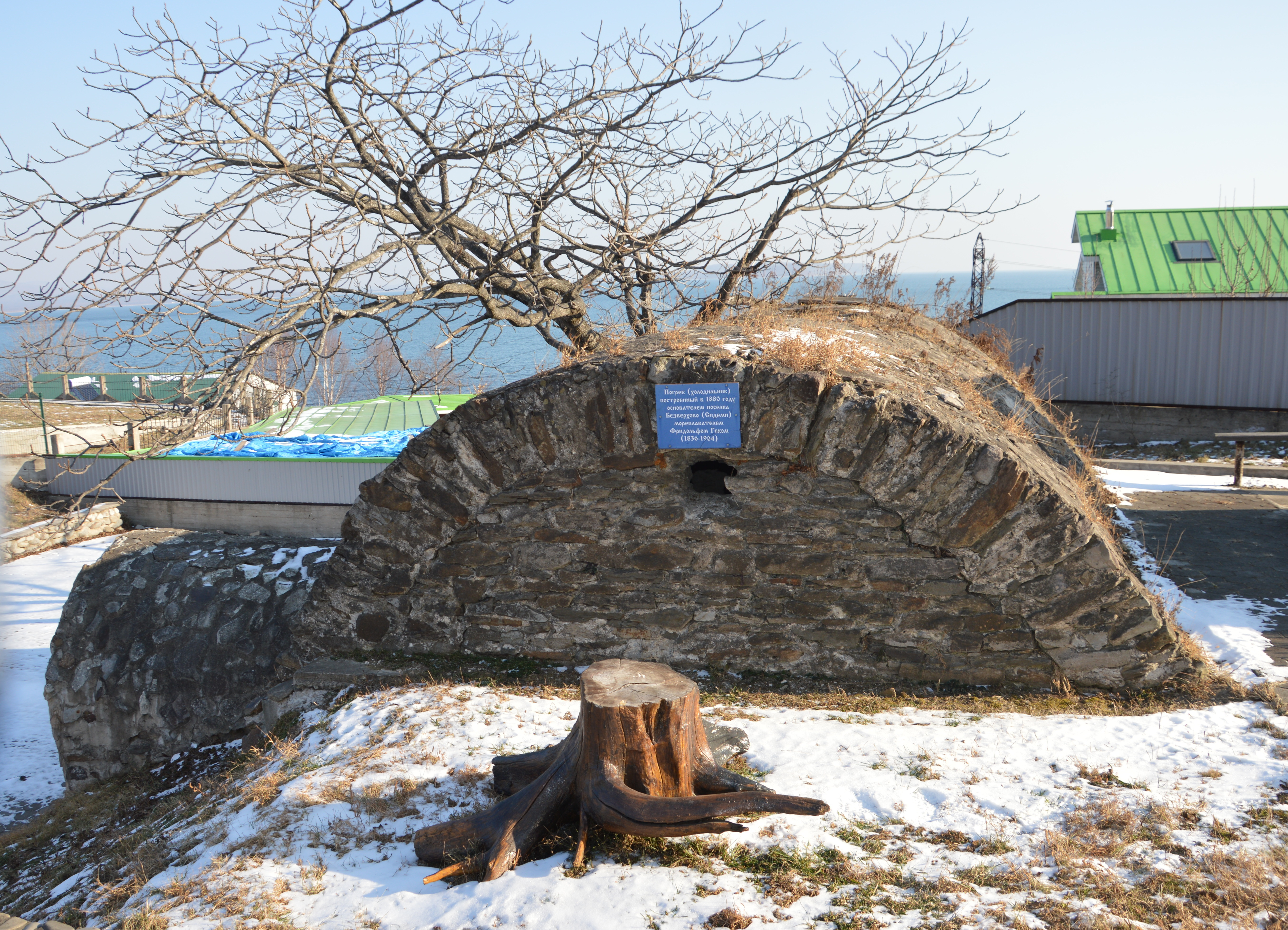
Погреб Гека - одна из экспозиций музея шкипера Гека, семей Бриннеров и Янковских в поселке Безверхово (Сидими) на месте бывшей усадьбы шкипера

11 августа «Сибирь» вошла в Ледовитый океан, 20 августа обогнула мыс Сердце-Камень, далее Фридольф Гек планировал дойти до острова Врангеля, но из-за появившегося льда повернул обратно. Он вернулся во Владивосток 25 октября 1885 года. Результатом плавания стало описание почти всего побережья Чукотки до мыса Сердце-Камень и восточного берега Камчатки между мысами Ильинским и Фаддея; открытие нескольких новых бухт и гаваней, в том числе — мыс Земля Гека, залив Корфа, бухта Натальи, названая в честь дочери; коллекция предметов эскимосской культуры и быта; а также чистая прибыль более шести тысяч рублей.
После шхуны «Сибирь», Фридольф Гек взял под командование шхуну «Надежда», принадлежащую отставному капитану 2-го ранга А. Е. Дыдымову. На ней он провёл исследования берегов Кореи.
2 сентября 1887 года Гек стал членом-соревнователем Общества изучения Амурского края (ОИАК) во Владивостоке. Собранную эскимосскую коллекцию он передал в ОИАК, где её признали не имеющей аналогов во всем мире. Также он стал регулярно привозить для музея Общества экспонаты по этнографии и морской зоологии.
В 1893 году поступил на государственную службу. С этого же года назначен командовать шхуной Министерства государственных имуществ «Сторож» с командой из 15 человек. 18 июня шхуна «Сторож» впервые вышла на охранное дежурство котиковых лежбищ. Также шхуна была наделена правом таможенного надзора, с районом действия от корейской границы до севера Приморья. Фридольф Кириллович командовал «Сторожем» около десяти лет, почти до самой смерти, продолжая нести вахту и проводя гидрографические работы, составляя лоции бухт и устий рек Японского моря.
Фридольф Кириллович застрелился на почве психического расстройства 4 июля 1904 года. Похоронен на Покровском кладбище Владивостока. В 1986 году перезахоронен на Морском кладбище.

## Память
В честь Фридольфа Гека названы:

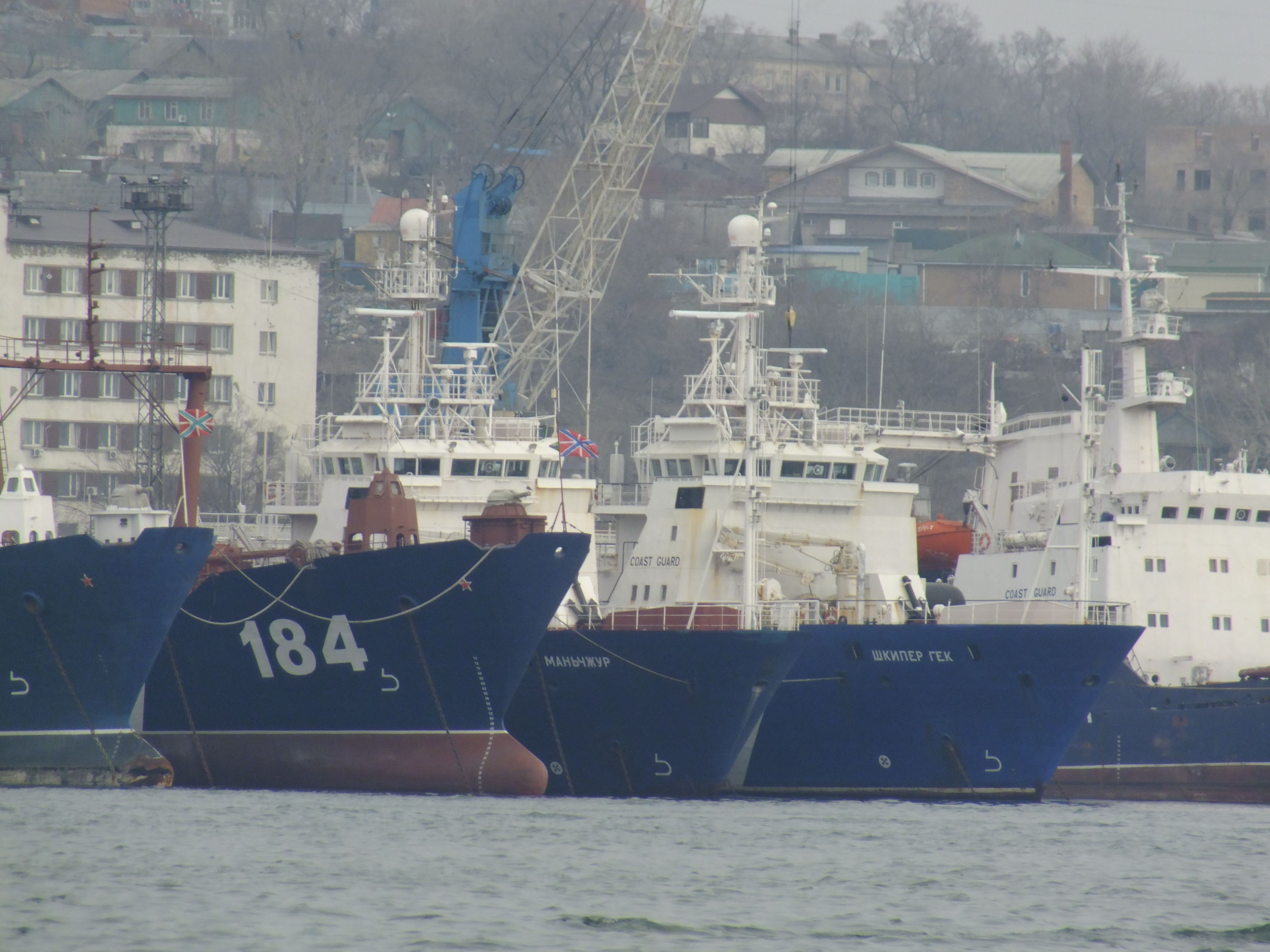
Корабль береговой охраны «Шкипер Гек» во Владивостоке.

- Улица Шкипера Гека во Владивостоке;
- Пограничный патрульный корабль (ППК) «Шкипер Гек» БОХР ПС ФСБ России, базирующийся во Владивостоке;
- Бухта Гека (42°58′32″ с. ш. 131°29′39″ в. д.HGЯO) в Амурском заливе Японского моря;
- Бухта Гека (60°02′49″ с. ш. 165°11′02″ в. д.HGЯO) в заливе Корфа, Камчатка;
- Мыс Гека (64°24′59″ с. ш. 178°15′02″ в. д.HGЯO) в Анадырском заливе, Чукотский автономный округ;
- Мыс Гека (49°14′50″ с. ш. 140°20′36″ в. д.HGЯO) в Татарском проливе.

В честь дочери Ф. К. Гека названа бухта Анастасии (Берингово море, полуостров Камчатка, бухта открыта в 1885 году Ф. К. Геком на шхуне «Сибирь», им же присвоено название бухте).